# Jonas Folger
Jonas Folger (Mühldorf am Inn, 13 agosto 1993) è un pilota motociclistico tedesco.
Anche suo zio, Alexander Folger, ha corso come pilota motociclistico professionista.

## Carriera
In tenera età vince tre titoli nella categoria 50 e uno nella categoria 65 di minimoto in Germania. Nel 2006 giunge terzo nella categoria 125 del CEV. 
Esordisce nel motomondiale 2008 nella classe 125 a bordo di una KTM FRR 125, correndo i Gran Premi di Repubblica Ceca, San Marino, Malesia e Comunità Valenciana in qualità di wild card e i Gran Premi di Indianapolis e Giappone in sostituzione dell'infortunato Randy Krummenacher. Ottiene un punto. Sempre nel 2008 prende parte, in qualità di pilota wild card senza punti, al primo Gran Premio del Mugello del campionato italiano 125GP tagliando il traguardo al secondo posto. Nel 2009 passa alla guida di una Aprilia RS 125 R del Ongetta Team I.S.P.A.; i compagni di squadra sono Lorenzo Zanetti, Andrea Iannone e Takaaki Nakagami. Ottiene un secondo posto in Francia e termina la stagione al 12º posto con 73 punti.

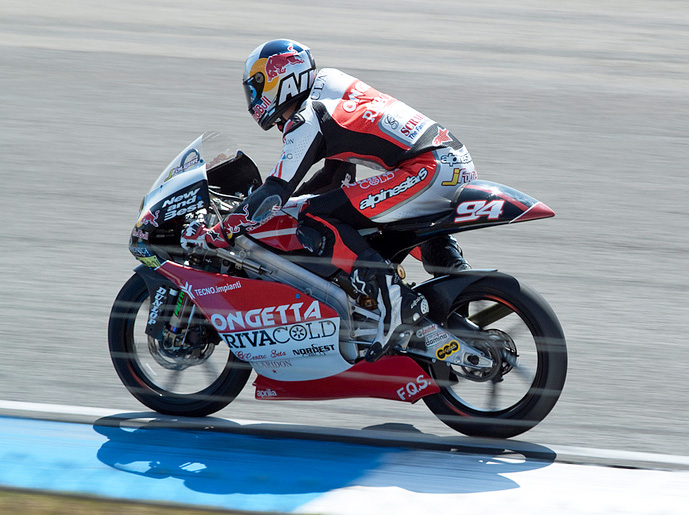
Folger ad Assen nel 2010.

Nel 2010 viene confermato nel team, questa volta avendo come compagni di squadra Alexis Masbou e Luca Marconi. Ottiene come miglior risultato due quarti posti (Repubblica Ceca e Portogallo) e termina la stagione al 14º posto con 69 punti. In questa stagione è costretto a saltare i Gran Premi di Malesia e Australia per la frattura di un radio rimediata nelle prove libere del GP della Malesia.
Nel 2011 passa al team Red Bull Ajo MotorSport, con compagno di squadra Danny Kent. Ottiene la sua prima vittoria in Gran Bretagna, un secondo posto in Spagna e un terzo posto in Catalogna e termina la stagione al 6º posto con 161 punti.
Nel 2012 inizia la stagione con il team IodaRacing Project, correndo nella classe Moto3 alla guida di una Ioda TR002, per poi passare dal Gran Premio di Indianapolis a correre sulla Kalex KTM del team Mapfre Aspar, al posto di Alberto Moncayo, mentre il suo posto alla Ioda è stato preso da Armando Pontone. Ottiene una vittoria in Repubblica Ceca, tre terzi posti (Indianapolis, Aragona e Malesia) e due pole position (Aragona e Comunità Valenciana) e conclude la stagione al 9º posto con 93 punti. In questa stagione è costretto a saltare i GP di Spagna e Portogallo a causa di una mononucleosi infettiva.
Nel 2013 rimane nello stesso team, con compagno di squadra Eric Granado. Ottiene un secondo posto in Comunità Valenciana, due terzi posti (Spagna e Repubblica Ceca) e due pole position (Italia e San Marino) e termina la stagione al 5º posto con 183 punti. In questa stagione è costretto a saltare il Gran Premio di Catalogna a causa di una frattura al polso destro rimediata in un allenamento. Nel 2014 passa in Moto2, alla guida della Kalex del team AGR; il compagno di squadra è Axel Pons. Ottiene due terzi posti (Spagna e Italia) e una pole position in Francia e termina la stagione al 15º posto con 63 punti.
Nel 2015 rimane nello stesso team. Ottiene due vittorie (Qatar e Spagna), un secondo posto in Giappone e un terzo posto in Malesia. Chiude la stagione al sesto posto in classifica con 163 punti. Nel 2016 passa al team Dynavolt Intact GP, alla guida di una Kalex; il compagno di squadra è Sandro Cortese. Ottiene una vittoria in Repubblica Ceca, una pole position in Qatar, due secondi posti (Spagna e Germania) e due terzi posti (Argentina e Malesia) e termina la stagione al 7º posto con 167 punti.
Per la stagione 2017 si sposta in MotoGP e si trasferisce presso il team Monster Yamaha Tech 3, dove guida la Yamaha YZR-M1 della compagine francese dividendo il box con Johann Zarco, anch'egli debuttante nella classe regina del motomondiale. Ottiene il primo podio in MotoGP con il secondo posto nel Gran Premio di casa, in Germania. Conclude la stagione al 10º posto con 84 punti. In questa stagione è costretto a saltare il Gran Premio di Gran Bretagna a Silverstone in via precauzionale a seguito di una caduta nel warm up, il Gran Premio del Giappone a Motegi, quello d'Australia a Phillip Island, il GP della Malesia a Sepang e il GP di Valencia per una presunta mononucleosi, il suo posto in squadra, in questo frangente, viene preso dal pilota giapponese Kōta Nozane in Giappone, dal pilota australiano Broc Parkes in Australia e dal pilota olandese Michael van der Mark in Malesia e Comunità Valenciana.
In seguito viene diagnosticata al pilota la sindrome di Gilbert, malattia per cui rinuncia a prendere parte alle gare della stagione 2018. Per il 2019 fa da collaudatore per Yamaha, ma il 7 novembre Yamaha comunica di non rinnovare l'accordo per il 2020. Nello stesso anno torna a correre nel motomondiale in Moto2 sulla Kalex del team SIC Racing in qualità di pilota sostitutivo. Porta a termine tutte e cinque le gare ma senza ottenere punti validi per la classifica piloti.
Nel 2020 corre come wild card nel campionato mondiale Superbike sui circuiti di Catalogna e Estoril a bordo di una Yamaha YZF-R1 conquistando diciannove punti e chiudendo diciottesimo nel mondiale e ottavo tra gli indipendenti. Nello stesso anno partecipa al campionato tedesco IDM nella categoria Superbike, conquistando la vittoria in tutte e otto le gare previste.
Nel 2021 corre come pilota titolare nel team Bonovo MGM Racing, che affida al pilota tedesco una BMW M1000RR. Totalizza ventuno punti che gli consentono di chiudere al ventiduesimo posto in classifica piloti ed all'undicesimo posto nella graduatoria del Trofeo Indipendenti.
Nel 2023 diventa pilota collaudatore per la KTM in MotoGP. Nella prima parte della stagione è chiamato a sostituire l'infortunato Pol Espargaró in sella alla RC16 del team Tech 3; in questo frangente disputa sei Gran Premi conquistando nove punti.

## Risultati in gara

### Motomondiale
| 2008 | Classe | Moto |  |  |  |  |  |  |  |  |  |  |    |     |    |    |    |  |    |    |  |  |  |  | Punti | Pos. |
| ---- | ------ | ---- |  |  |  |  |  |  |  |  |  |  | -- | --- | -- | -- | -- |  | -- | -- |  |  |  |  | ----- | ---- |
| 2008 | 125    | KTM  |  |  |  |  |  |  |  |  |  |  | NE | Rit | 15 | 24 | 16 |  | 17 | 18 |  |  |  |  | 1     | 32º  |

| 2009 | Classe | Moto    |   |   |     |   |    |   |   |    |     |     |    |    |   |    |    |     |     |  |  |  |  |  | Punti | Pos. |
| ---- | ------ | ------- | - | - | --- | - | -- | - | - | -- | --- | --- | -- | -- | - | -- | -- | --- | --- |  |  |  |  |  | ----- | ---- |
| 2009 | 125    | Aprilia | 6 | 8 | Rit | 2 | 14 | 6 | 7 | NE | Rit | Rit | 12 | 12 | 9 | 14 | 14 | Rit | Rit |  |  |  |  |  | 73    | 12º  |

| 2010 | Classe | Moto    |    |     |    |    |    |    |   |    |    |   |   |    |   |     |    |     |   |     |  |  |  |  | Punti | Pos. |
| ---- | ------ | ------- | -- | --- | -- | -- | -- | -- | - | -- | -- | - | - | -- | - | --- | -- | --- | - | --- |  |  |  |  | ----- | ---- |
| 2010 | 125    | Aprilia | 15 | Rit | 13 | 11 | 15 | 10 | 9 | 16 | NE | 4 | 9 | 11 | 8 | Rit | NP | Inf | 4 | Rit |  |  |  |  | 69    | 14º  |

| 2011 | Classe | Moto    |   |   |   |   |   |   |   |     |   |    |  |   |   |    |   |    |   |   |  |  |  |  | Punti | Pos. |
| ---- | ------ | ------- | - | - | - | - | - | - | - | --- | - | -- |  | - | - | -- | - | -- | - | - |  |  |  |  | ----- | ---- |
| 2011 | 125    | Aprilia | 5 | 2 | 5 | 6 | 3 | 1 | 8 | Rit | 7 | NE |  | 9 | 9 | 10 | 6 | NP | 6 | 5 |  |  |  |  | 161   | 6º   |

| 2012 | Classe | Moto             |     |     |     |    |     |     |     |     |     |    |   |   |   |   |     |   |    |     |  |  |  |  | Punti | Pos. |
| ---- | ------ | ---------------- | --- | --- | --- | -- | --- | --- | --- | --- | --- | -- | - | - | - | - | --- | - | -- | --- |  |  |  |  | ----- | ---- |
| 2012 | Moto3  | Ioda e Kalex KTM | Rit | Inf | Inf | 11 | Rit | Rit | Rit | Rit | Rit | NE | 3 | 1 | 6 | 3 | Rit | 3 | 11 | Rit |  |  |  |  | 93    | 9º   |

| 2013 | Classe | Moto      |   |   |   |   |   |    |   |   |    |   |   |   |     |   |   |   |   |   |  |  |  |  | Punti | Pos. |
| ---- | ------ | --------- | - | - | - | - | - | -- | - | - | -- | - | - | - | --- | - | - | - | - | - |  |  |  |  | ----- | ---- |
| 2013 | Moto3  | Kalex KTM | 5 | 4 | 3 | 4 | 6 | NP | 6 | 8 | NE | 4 | 3 | 6 | Rit | 7 | 8 | 6 | 3 | 2 |  |  |  |  | 180   | 5º   |

| 2014 | Classe | Moto  |    |     |    |   |   |   |     |    |     |    |    |     |    |    |    |    |   |    |  |  |  |  | Punti | Pos. |
| ---- | ------ | ----- | -- | --- | -- | - | - | - | --- | -- | --- | -- | -- | --- | -- | -- | -- | -- | - | -- |  |  |  |  | ----- | ---- |
| 2014 | Moto2  | Kalex | 11 | Rit | 16 | 3 | 6 | 3 | Rit | 23 | Rit | 18 | 15 | Rit | 19 | 23 | 12 | 15 | 9 | 13 |  |  |  |  | 63    | 15º  |

| 2015 | Classe | Moto  |   |    |   |   |     |     |   |   |    |    |   |   |   |   |   |     |   |    |  |  |  |  | Punti | Pos. |
| ---- | ------ | ----- | - | -- | - | - | --- | --- | - | - | -- | -- | - | - | - | - | - | --- | - | -- |  |  |  |  | ----- | ---- |
| 2015 | Moto2  | Kalex | 1 | 16 | 9 | 1 | Rit | Rit | 7 | 7 | 14 | 12 | 6 | 5 | 6 | 4 | 2 | Rit | 3 | 14 |  |  |  |  | 163   | 6º   |

| 2016 | Classe | Moto  |     |   |   |   |     |    |   |    |   |    |   |   |   |    |     |   |   |   |  |  |  |  | Punti | Pos. |
| ---- | ------ | ----- | --- | - | - | - | --- | -- | - | -- | - | -- | - | - | - | -- | --- | - | - | - |  |  |  |  | ----- | ---- |
| 2016 | Moto2  | Kalex | Rit | 3 | 5 | 2 | Rit | 15 | 7 | 10 | 2 | 26 | 1 | 5 | 8 | 10 | Rit | 6 | 3 | 8 |  |  |  |  | 167   | 7º   |

| 2017 | Classe | Moto   |    |   |    |   |   |    |   |     |   |    |     |    |   |    |     |     |     |     |  |  |  |  | Punti | Pos. |
| ---- | ------ | ------ | -- | - | -- | - | - | -- | - | --- | - | -- | --- | -- | - | -- | --- | --- | --- | --- |  |  |  |  | ----- | ---- |
| 2017 | MotoGP | Yamaha | 10 | 6 | 11 | 8 | 7 | 13 | 6 | Rit | 2 | 10 | Rit | NP | 9 | 16 | Inf | Inf | Inf | Inf |  |  |  |  | 84    | 10º  |

| 2019 | Classe | Moto  |  |  |  |  |  |  |    |    |    |    |    |  |  |  |  |  |  |  |  |  |  |  | Punti | Pos. |
| ---- | ------ | ----- |  |  |  |  |  |  | -- | -- | -- | -- | -- |  |  |  |  |  |  |  |  |  |  |  | ----- | ---- |
| 2019 | Moto2  | Kalex |  |  |  |  |  |  | 19 | 17 | 17 | 19 | 18 |  |  |  |  |  |  |  |  |  |  |  | 0     |      |

| 2023 | Classe | Moto |  |  |    |    |    |    |    |    |  |  |  |  |  |  |  |  |  |  |  |  |  |  | Punti | Pos. |
| ---- | ------ | ---- |  |  | -- | -- | -- | -- | -- | -- |  |  |  |  |  |  |  |  |  |  |  |  |  |  | ----- | ---- |
| 2023 | MotoGP | KTM  |  |  | 12 | 17 | 13 | 19 | 17 | 14 |  |  |  |  |  |  |  |  |  |  |  |  |  |  | 9     | 25º  |

| Legenda | 1º posto        | 2º posto            | 3º posto            | A punti      | Senza punti        | Grassetto – Pole position Corsivo – Giro più veloce |
| Legenda | Gara non valida | Non qual./Non part. | Ritirato/Non class. | Squalificato | '-' Dato non disp. | Grassetto – Pole position Corsivo – Giro più veloce |

### Campionato mondiale Superbike
| 2020 | Moto   |  |  |  |  |  |  |  |  |  |  |  |  |  |  |  |    |    |    |  |  |  |    |    |    |  |  |  |  |  |  |  |  |  |  |  |  |  |  |  |  |  |  | Punti | Pos. |
| ---- | ------ |  |  |  |  |  |  |  |  |  |  |  |  |  |  |  | -- | -- | -- |  |  |  | -- | -- | -- |  |  |  |  |  |  |  |  |  |  |  |  |  |  |  |  |  |  | ----- | ---- |
| 2020 | Yamaha |  |  |  |  |  |  |  |  |  |  |  |  |  |  |  | 12 | 10 | 11 |  |  |  | 11 | 13 | 11 |  |  |  |  |  |  |  |  |  |  |  |  |  |  |  |  |  |  | 19    | 18º  |

| 2021 | Moto |    |    |   |    |    |     |    |    |    |     |    |     |     |    |    |     |    |    |    |    |    |    |    |    |    |    |    |    |    |    |    |    |    |  |  |  |  |  |  |  |  |  | Punti | Pos. |
| ---- | ---- | -- | -- | - | -- | -- | --- | -- | -- | -- | --- | -- | --- | --- | -- | -- | --- | -- | -- | -- | -- | -- | -- | -- | -- | -- | -- | -- | -- | -- | -- | -- | -- | -- |  |  |  |  |  |  |  |  |  | ----- | ---- |
| 2021 | BMW  | 16 | 13 | 8 | 16 | 18 | Rit | 16 | 19 | 16 | Rit | 16 | Rit | Rit | NP | NP | Rit | 18 | 16 | 14 | 16 | 12 | 16 | 18 | 16 | 19 | 13 | 16 | 14 | AN | 13 | 15 | 13 | 15 |  |  |  |  |  |  |  |  |  | 21    | 22º  |

| Legenda | 1º posto        | 2º posto            | 3º posto           | A punti      | Senza punti        | Grassetto – Pole position Corsivo – Giro più veloce |
| Legenda | Gara non valida | Non qual./Non part. | Ritirato/Non class | Squalificato | '-' Dato non disp. | Grassetto – Pole position Corsivo – Giro più veloce |